# Ложь (Остаться в живых)
«Ложь» (англ. The Lie) — вторая серия пятого сезона и восемьдесят восьмая серия в общем счёте телесериала «Остаться в живых». Центральный персонаж серии — Хёрли.

## Сюжет

### Корабль Пенни
Десмонд, Пенни, Френк и Шестерка Ошеаник решают, как поступить, когда они вернутся домой. Джек убеждает товарищей, что им нужно лгать обо всем, что произошло, дабы защитить всех на острове от козней Уидмора. Пенни говорит, что она помочь не в силах — вряд ли отец её послушает. Все соглашаются, что другого выбора у них, и правда, нет. Хёрли — единственный, кто не хочет жить во лжи, он просит Саида поддержать его идею, но тот отказывает ему. Хёрли говорит, что если когда-либо Саиду понадобится его помощь — он тоже её не окажет.

### Остров
Оставшиеся на берегу пытаются развести огонь. Нил «Фрогурт» постоянно возмущается, вместо того чтоб оказать помощь. Сойер же идёт узнать у Джульетт об обстановке дел, и та говорит ему, что, похоже, лодка — это единственное, что осталось цело после вспышки. Внезапно возвращается Дэн. Сойер требует объяснений. Дэн говорит, что должен выяснить, где именно во времени они находятся. Остальные решают помочь чем-то другим. Майлз идёт искать еду, а Джульет — воду.
Ночь. Бернард всё ещё пытается развести огонь. Фрогурт возмущается и вступает в спор с Сойером, говорит, что устал, что они все умрут, что его всё раздражает. Роуз прогоняет его.
Шарлотта приносит Дэну поесть. Она жалуется, что теряет память, что у неё болит голова, и просит его объяснить, что с ней творится.
Фрогурт возвращается к неразожженному костру и начинает жаловаться, что нет огня. Вдруг в его грудь влетает огненная стрела, за ней ещё ряд падает в песок. Все убегают. Сойер и Джульет идут по лесу, они надеются догнать остальных из лагеря. Вдруг они слышат шаги и прячутся. Проходят вооружённые люди, которые, кажется, не видят ни Сойера, ни Джульет. Они заходят со спины и хватают обоих. Один наставляет на них ружьё и требует объяснить, что им нужно на их острове. Появляется Локк и помогает обезоружить нападавших.

### Будущее
Хёрли ведёт машину. Саид на переднем сиденье без сознания. Хёрли пытается пристегнуть его, но теряет управление, сбивает мусорный бак, и его останавливает полицейская машина. К его удивлению, офицером оказывается Ана-Люсия. Она спрашивает, зачем он остановился, говорит, что его бы ждали большие неприятности, будь она настоящая. Ана советует Хёрли сменить одежду, а Саида отвезти кому-то, кому он доверяет. Уходя, она говорит, что Либби передавала привет. Хёрли оглядывается вслед, но там уже нет ни машины, ни Аны-Люсии. Он заводит мотор и едет дальше.
Хёрли достаёт из бумажника Саида деньги, чтоб купить себе другую одежду. Саид все ещё без сознания, и Хёрли надевает на него тёмные очки, чтобы тот не вызывал подозрения. Толстяк идёт в магазин, выбирает футболку. Девушка на кассе говорит, что знает его, и завязывает разговор. Хёрли же некогда, он даёт ей деньги и, не забрав сдачу, выходит вон. Он садится в машину и уезжает.
К этому же месту подъезжает Кейт. Она выглядит усталой. Аарон на заднем сиденье постоянно твердит, что хочет домой. Кейт берёт телефон и хочет набрать Джека, но потом не решается. Не успев убрать телефон, она слышит звонок. Звонящий говорит, что находится в Лос-Анджелесе и может встретиться с ней. Кейт соглашается.
Бен отвинчивает решётку с вентиляционного хода и достаёт коробку. Он быстро пакует её в сумку, видя, что Джек вернулся. Тот ищет что-то в своей одежде. Бен говорит, что спустил его таблетки в унитаз, и он может не стараться искать их. Бен говорит Джеку ехать домой и брать все, что он хочет, потому что больше назад он не вернётся. Сам же Бен говорит, что должен позаботиться о теле Лока. Он уходит из номера.
Отец Хёрли готовит себе еду. Он берёт тарелку и садится в кресло смотреть телевизор. Вдруг он слышит стук. Подойдя к двери, он видит Хёрли, держащего Саида на плече. Отец впускает его. Хёрли говорит, что на них напали, что Саид пытался их защитить. Они думают отвезти его в госпиталь, но там их могут найти. Внезапно раздаётся звонок в дверь — это разыскивают Хёрли. Он прячется в другой комнате, пока отец разбирается с полицией. Когда тот возвращается, он говорит, что Хёрли разыскивают и обвиняют в 3 убийствах. Перенеся Саида, Хёрли надумывает доверить его лечение Джеку.
Кейт и Аарон поднимаются на лифте к неизвестному номеру. Дверь открывается, и мы видим Сун.
Бен заходит в магазин. Он ждёт, пока продавщица отпустит покупателя. Когда тот уходит, женщина Джилл здоровается с Беном по имени. Он просит её присмотреть за кое-чем в его фургоне. Джилл спрашивает, то ли это, о чём она думает. Бен отвечает положительно. Она соглашается и спрашивает, как идут дела с Джеком Шепардом. Бен отвечает, что он с ними. Он просит её позаботиться о грузе, иначе ничего из задуманного у них не выйдет.
Отец интересуется, что творится с сыном. В это время домой возвращается мать, она возмущена, что на её диване валяется бездыханный Саид. Хёрли проверяет, и действительно, тот еле дышит. Они с отцом решают погрузить его в машину и увезти показать Джеку.
Кейт и Сун пьют чай. Сун рассказывает про её малышку, но Кейт выглядит обеспокоенно. Она рассказывает Сун о двух людях, приходивших к ней. Сун советует ей сделать все, что возможно, чтоб защитить Аарона, и вспоминает, как та вела себя на корабле до его взрыва.
Отец Херли привёз Саида Джеку. Тот прощупывает пульс и решает везти того в госпиталь. На все уговоры и предупреждения об опасности он не реагирует. Отец Хёрли говорит, что что бы он не решил, должен держаться подальше от его сына.
Джек подъезжает к входу. Он набирает Бена, говорит, что тот ни за что не угадает, кто объявился — Саид. Бен понимает, что Херли теперь один и уговорить его вернуться будет легче.
Хёрли с матерью сидят на кухне. Она просит рассказать его, что происходит. Наконец, Хёрли излагает все, что было, про остров, про Других, про вертолёт. Мать в шоке, но говорит, что верит ему, пусть и не понимает — но верит.
Джек кладёт Саида на кушетку. Он подключает его к аппаратам, вводит какое-то лекарство. Когда он хочет проверить его зрачки, Саид внезапно приходит в сознание и не сразу узнаёт Джека, пытаясь задушить его. Джек говорит, что тот отключился, и отец Хёрли привёз его сюда. Саид спрашивает, с кем остался Херли, и кто ещё знает, что он там один.
Херли готовит блинчик в микроволновке. Он отворачивается положить блинчик на тарелку, как вдруг появляется Бен, он явно пугает толстяка. Тот швыряет блинчик и попадает в стену рядом с Беном. Хёрли говорит Бену убираться, что Саид его предупреждал. Бен же лжёт, говорит, что Джек позвонил ему и сказал привезти Хёрли к ним в госпиталь. Хёрли не верит ему. Бен становится мягок, он убеждает его вернуться на остров, говорит, что тогда он сможет перестать жить во лжи. На мгновение Хёрли задумывается, но потом резко выбегает из дома и сдаётся полиции, следящей за его домом. Бен в недоумении.
Темно. Кто-то в капюшоне царапает надписи на доске. Неподалёку находится что-то вроде горизонтальной карты, над которой висит маятник, расчерчивающий на ней координаты. Загадочная женщина садится за компьютер и вводит какие-то данные, затем смотрит на маятник. Затем она поднимается и уходит куда-то вверх по лестнице.
Выше ярусом, над комнатой находится храм. Бен зажигает там свечи, вдруг он слышит шаги. Это та женщина. Бен спрашивает её, как идут дела, та поворачивается, и мы видим, что это Мисс Хокинг — загадочная женщина, которую встретил Дезмонд в серии Вспышки перед глазами . Она говорит, что все хорошо и что у Бена есть 70 часов, чтобы собрать всех. Бен волнуется. Он говорит, что не успеет, говорит, что потерял Херли сегодня. Бен спрашивает, что будет, если он не сможет вернуть их всех. Хоукинг отвечает, что да поможет им Господь в таком случае.

## Создание

### Кастинг
В этой серии вернулась Мишель Родригес в роли Аны-Люсии Кортес, которая отсутствовала после серии второго сезона «?». Гостями серии стали: Сэм Андерсон, Л. Скотт Колдуэлл, Чич Марин, Джефф Фэйи, Мэри Мара, Соня Уолгер, Шон Уэйлен, Тодд Брайант, Уильям Бланшетт, Фионнула Флэнаган, Мэттью Аллан, Том Коннолли и другие.